# Atalaya natalensis
Atalaya natalensis är en kinesträdsväxtart som beskrevs av Robert Allen Dyer. Atalaya natalensis ingår i släktet Atalaya och familjen kinesträdsväxter. Inga underarter finns listade i Catalogue of Life.